# احمدآباد فصیح
احمدآباد فصیح روستایی در دهستان خشک‌رود بخش مرکزی شهرستان زرندیه استان مرکزی ایران است.

## جمعیت
بر پایه سرشماری عمومی نفوس و مسکن در سال ۱۳۹۵ جمعیت این روستا ۱۴۹ نفر (۴۵خانوار) بوده‌است.